# Îles Barra
Pour les articles homonymes, voir Barra.
Ne doit pas être confondu avec Barra (Écosse).
Les îles Barra, également connu sous le nom d'îles de l'évêque, désignent le groupe d'îles les plus méridionales des Hébrides extérieures de l'Écosse. Elles se situent au sud de l'île de Barra qui a donné son nom à ce micro-archipel composé de neuf îles, et de nombreux îlots et rochers.
Les principales îles sont :
- Vatersay, la plus grande, 9,6 km2, la seule habitée en permanence et reliée à l'île Barra par une digue
- Muldoanich, 0,78 km2
- Mingulay, 6,4 km2
- Sandray, 3,85 km2
- Pabbay, 2,5 km2
- Flodday, 0,35 km2
- Barra Head, à la pointe sud, 2,04 km2

Berneray (également connu sous le nom de Barra Head), Pabbay, Sandray et Mingulay ont été habitées dans le passé. Les quatre petites îles sont Flodday, Lingay, Muldoanich et Uineasan
Les îles Barra sont citées dans plusieurs sagas vikings.